# Parques y reservas nacionales de los Alpes Australianos
Los Parques y Reservas Nacionales de los Alpes Australianos son un grupo de once espacios protegidos, consistentes en parques nacionales, reservas naturales, y un parque natural localizado en el territorio territorio de la Capital Australiana,  en Nueva Gales del Sur y Victoria, el cual se halla registrado como “place” (lugar, espacio) en la lista Australian National Heritage en fecha del 7 de noviembre de 2008, bajo la ley de protección del medioambiente de 1999 Environment Protection and Biodiversity Conservation Act 1999.
Los espacios registrados en la lista comprenden una extensión de 1.653.180 ha, y ocupan la mayor parte del entorno alpino y sub-alpino de Australia. Estos espacios incluyen las siguientes zonas protegidas: 
- Parque nacional Alpino
- Parque nacional Baw Baw
- Parque nacional Brindabella
- Parque nacional Kosciuszko
- Parque nacional de Mount Buffalo,
- Parque nacional Namadgi y
- Parque nacional Snowy River.

El parque natural Avon, y las reservas naturales Bimberi, Montañas Scabby  y la Tidbinbilla.

## Galería de imágenes

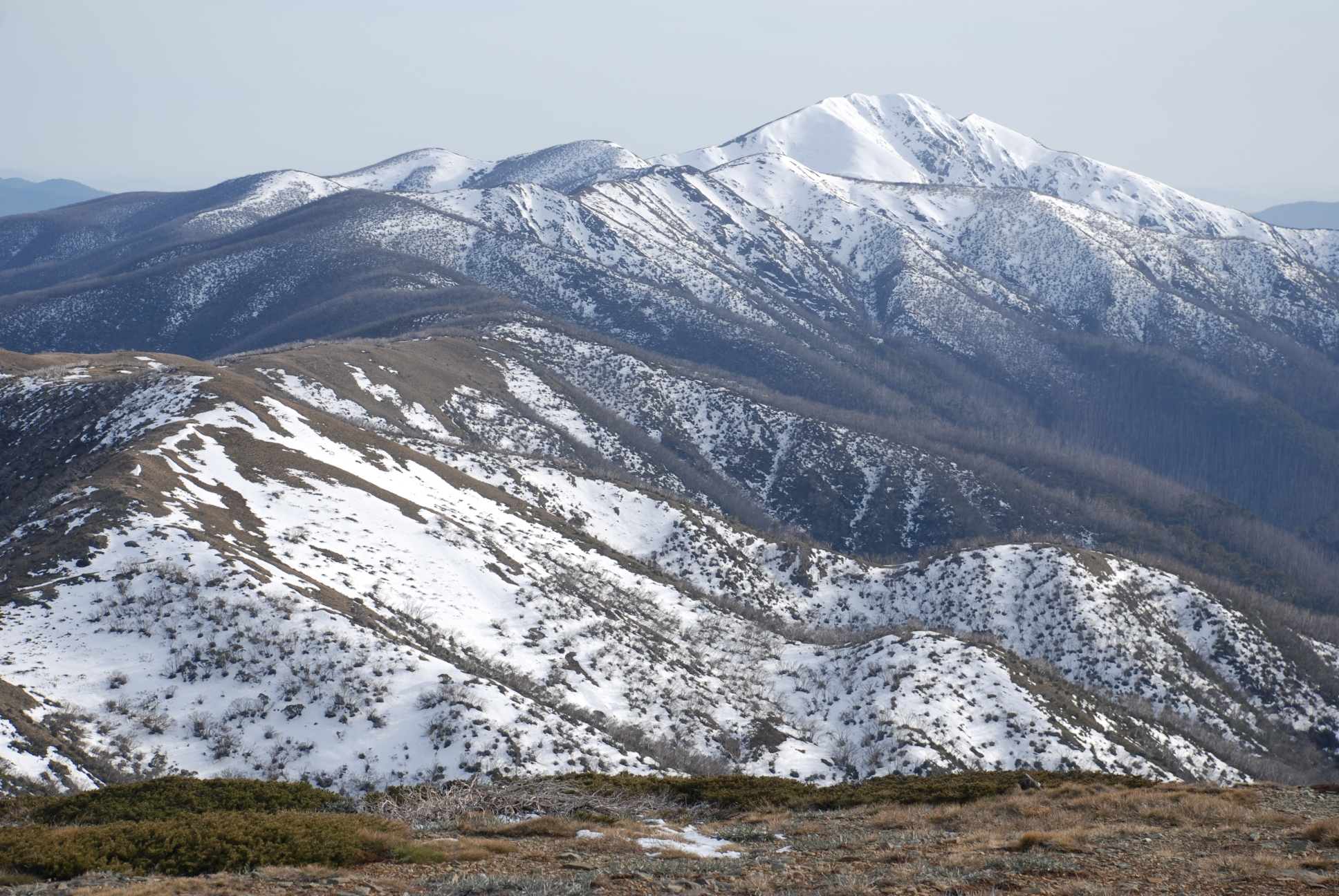
Parque nacional Alpino, Victoria: Monte Feathertop y Razorback, primavera 2007.
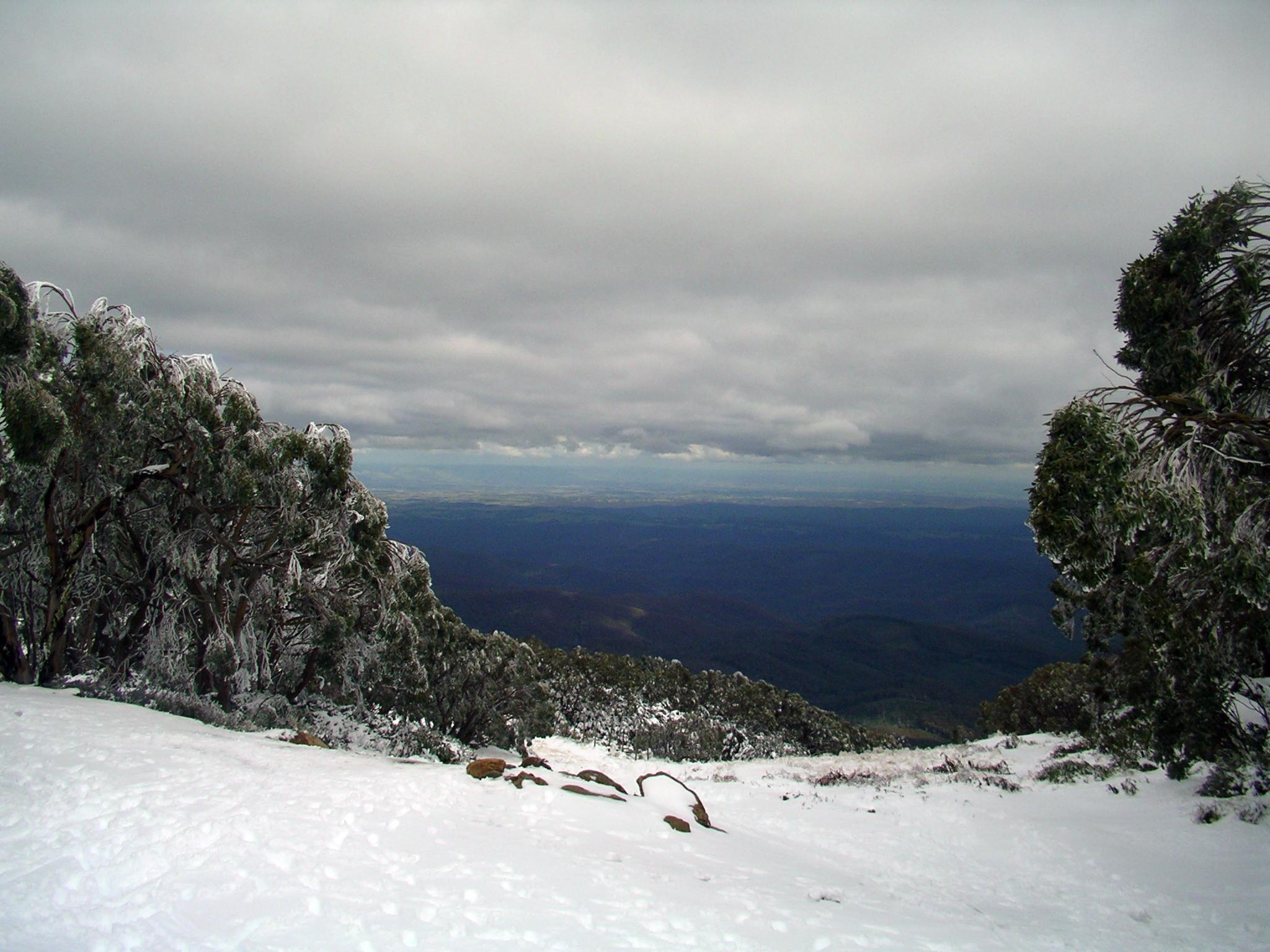
Parque nacional Baw Baw, Victoria.
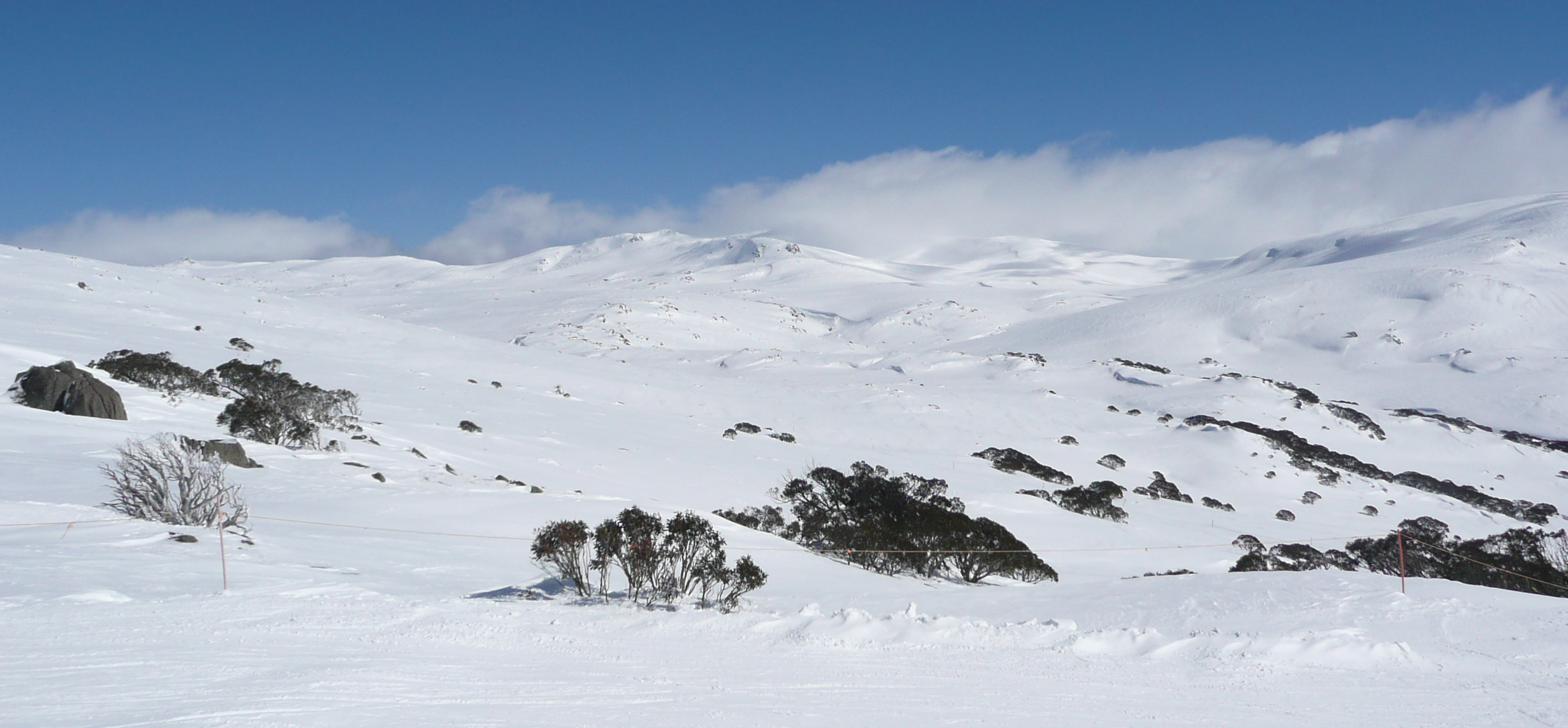
Parque nacional Kosciuszko, Nueva Gales del Sur
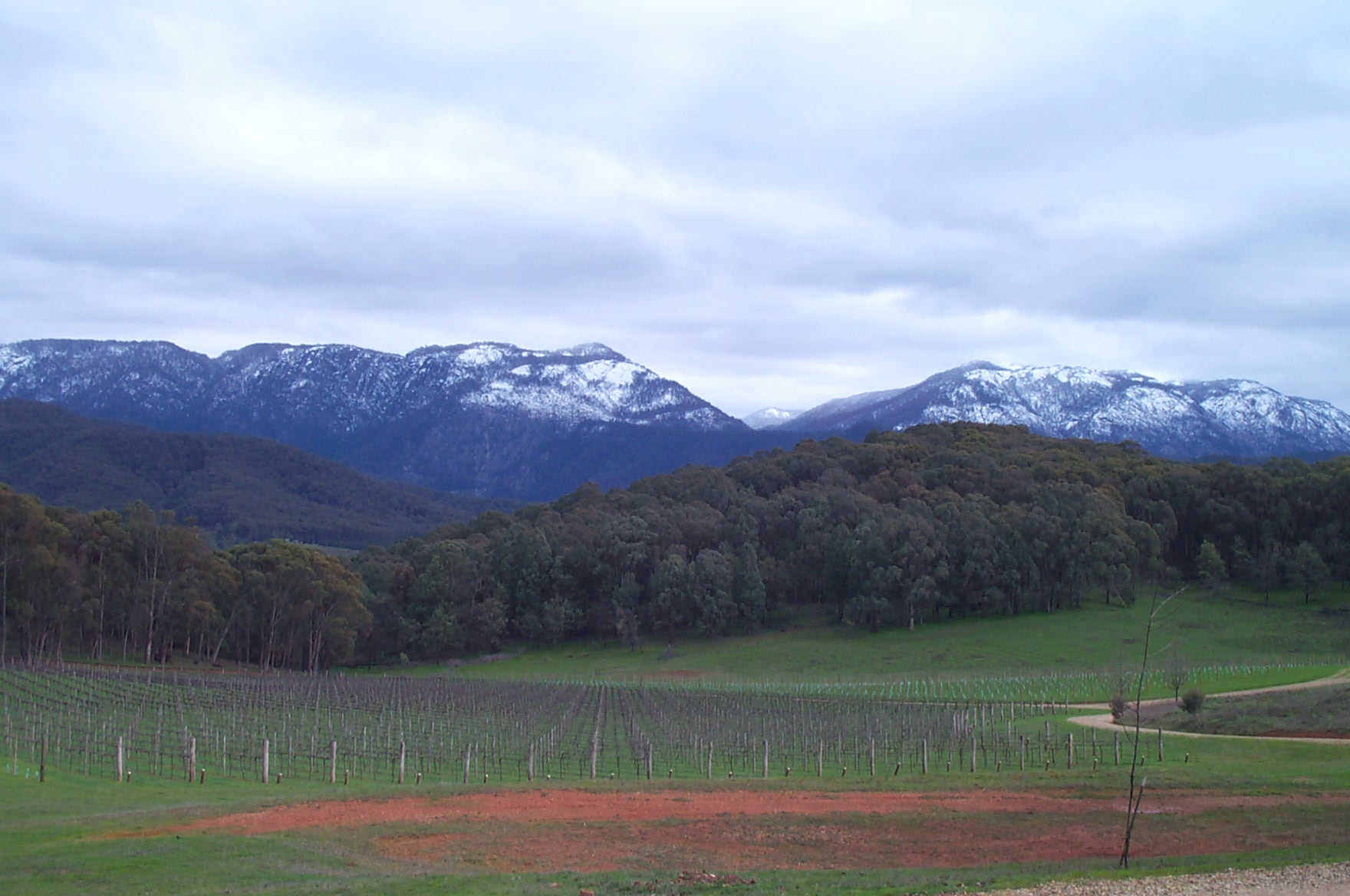
Parque nacional de Mount Buffalo, Victoria
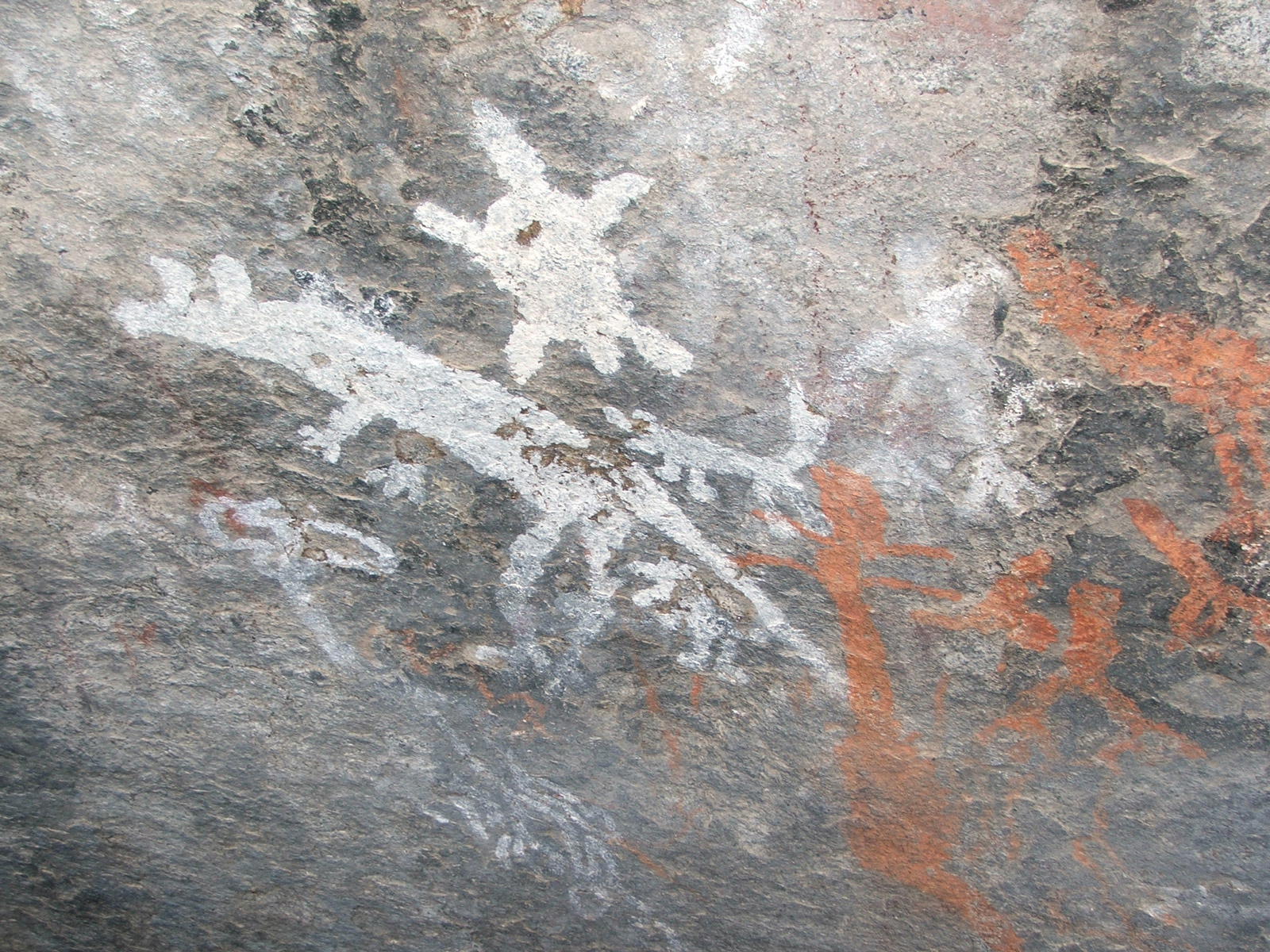
Parque nacional Namadgi
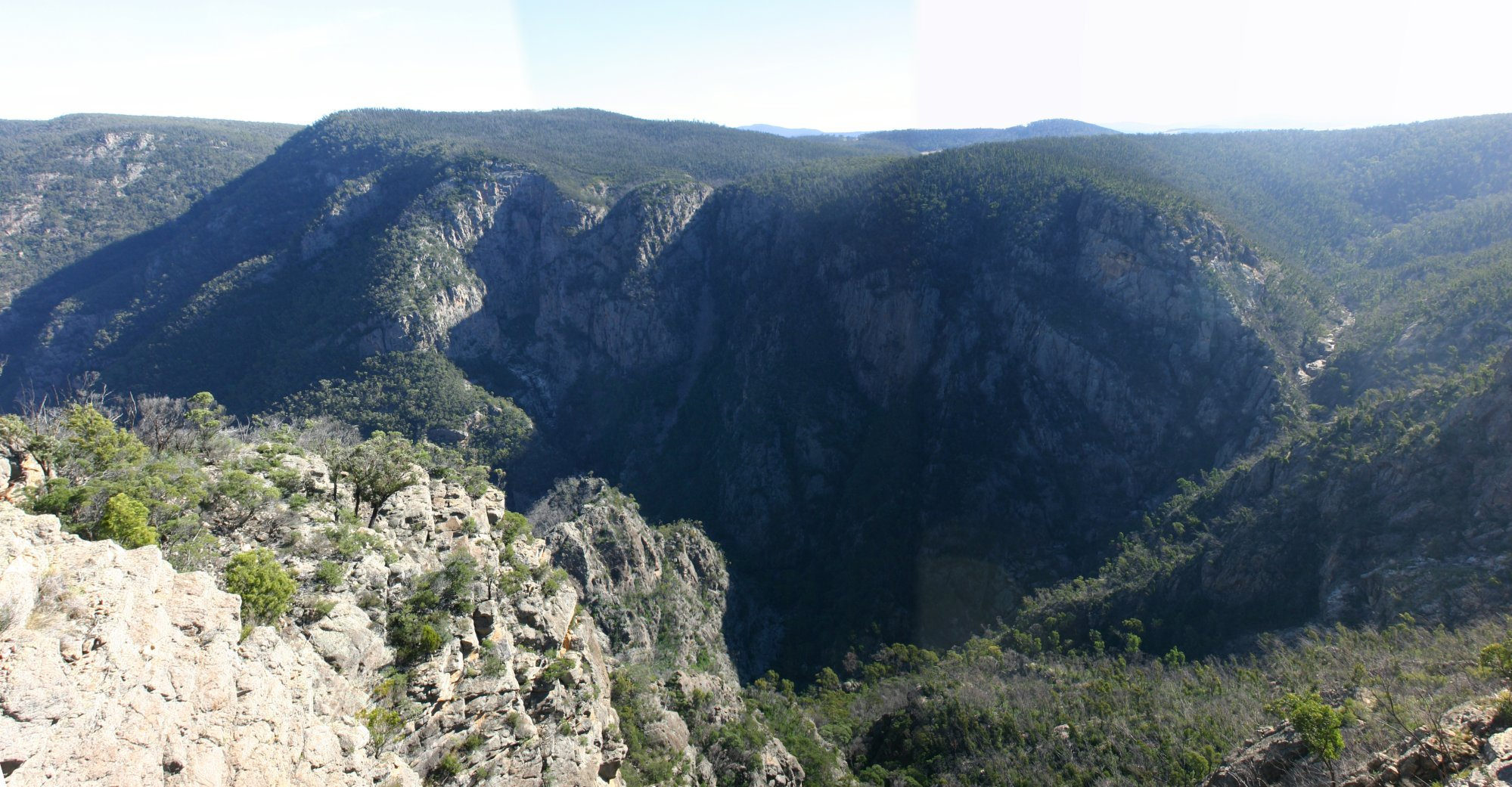
Parque nacional Snowy River, Victoria